# Olaf Schmäler
Olaf Schmäler (Lüneburg, 10 novembre 1969) è un ex calciatore tedesco, di ruolo attaccante.

## Biografia
Fratello gemello del difensore Nils Schmäler.
Ha militato fra le altre squadre nello Stoccarda, giungendo in finale nella Coppa UEFA 1988-1989 (dove, da subentrato, segnò la rete del definitivo 3-3 nella finale di ritorno contro il Napoli); nel 1992 vinse poi la Bundesliga.
Ha giocato con la nazionale tedesca Under 21, segnando una rete nel campionato europeo di categoria del 1992.

## Palmarès

### Club
- Campionato tedesco: 1

Stoccarda: 1991-1992